# Burg Ledvice
Als Burg Ledvice wird eine abgegangene Spornburg in Tschechien bezeichnet. Sie liegt anderthalb Kilometer südöstlich des Zentrums von Vémyslice im Okres Znojmo.

## Geographie
Der Burgstall befindet sich auf dem Felssporn Na skalce rechtsseitig über einer Biegung des Baches Ledvický potok in der Jevišovická pahorkatina (Jaispitzer Hügelland).
Umliegende Ortschaften sind Rybníky und Dobelice im Nordosten, Petrovice im Südosten und Vémyslice im Nordwesten.

## Geschichte
Über die Burg, ihren wirklichen Namen und ihre Besitzer ist nichts überliefert. Möglicherweise war sie der Sitz der Vladiken von Vémyslice, die zwischen 1298 und 1359 einen kleineren Anteil von Vémyslice besaßen. Ebenso ist es auch möglich, dass ihre Erbauer niedere Adlige waren, denen das Dorf Ledvice, dessen Geschichte gleichfalls im Dunkeln liegt, gehörte. Wahrscheinlich erloschen Burg und Dorf im 15. Jahrhundert. Ledvice wurde 1529 als bereits wüstes Dorf erstmals urkundlich erwähnt.

## Anlage
Die zweiteilige Burganlage bestand aus einem 28 × 18 m großen Burgkern, der teilweise auf dem Fels gestanden und von einem 12 m breiten und 3 m tiefen Graben umgeben war. Das felsige obere Ende des Burgkerns war vermutlich von einer künstlichen Terrasse flankiert. Die ca. 50 m lange Vorburg lag auf einer einen Meter hohen Geländestufe und war von der Umgebung nicht durch einen Graben abgetrennt. 
Der Burgstall ist heute mit hohem Gras und Robinien bewachsen und nur während der Vegetationspause gut erkennbar.